# Sofivka (Kramatorsk)
Sofivka (en ucraniano: Софіївка; en ruso: Софиевка, romanizado: Sofievka) es un pueblo ucraniano perteneciente al óblast de Donetsk. Situado en el este del país, forma parte del raión de Kramatorsk y del municipio (hromada) de Shabelkivka.

## Geografía
Sofivka está en la orilla sur del Mayachka, 3 km al este de Kramatorsk y 89 km al norte de Donetsk. 

## Historia
Sofivka fue designada como un asentamiento de tipo urbano en 1962. 
En 2023, Sofivka perdió el estatus de asentamiento de tipo urbano en la legislación ucraniana debido a la eliminación de este estatus administrativo.

## Demografía
La evolución de la población de Sofivka entre 1970 y 2022 fue la siguiente:
| 1173                                                          | 993 | 877 | 912 | 858 | 5859 | 5775 | 895 |
| (Fuente: Cities & Towns of Ukraine y UKRAINE: Größere Städte) |     |     |     |     |      |      |     |

Según el censo de 2001, la lengua materna de la mayoría de los habitantes, el 61,95%, es el ucraniano; del 38,05% es el ruso.